# Haydari

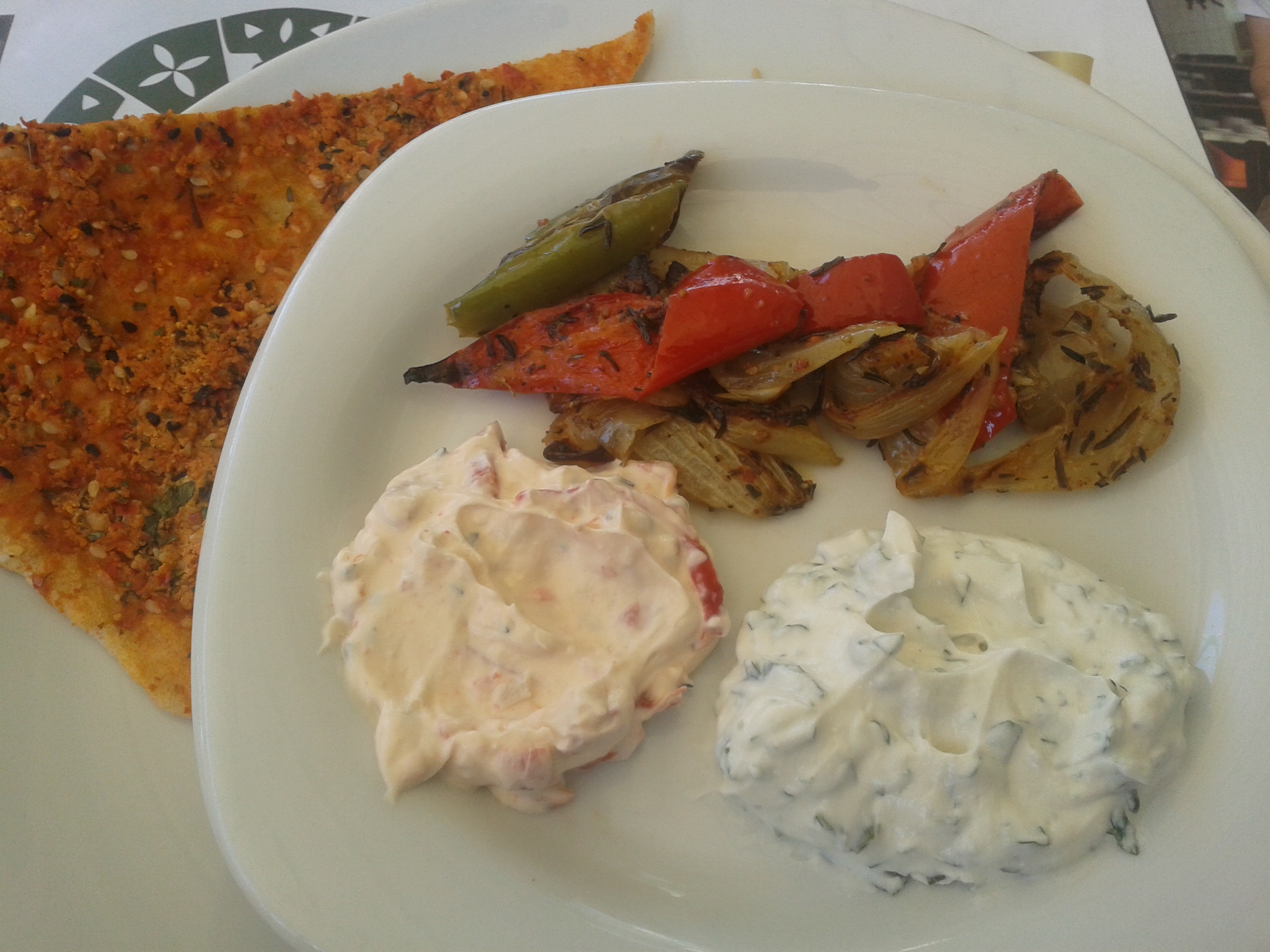
Haydari servit com a meze a un restaurant a Ankara

Haydari és un plat de la cuina turca fet amb yogurt, similar al tzatziki, però més picant, sense cogombre i més espès. Combina el yogurt amb all i espècies com ara menta, fonoll i alfàbrega. Es sol servir com a meze.